# Motor trasero

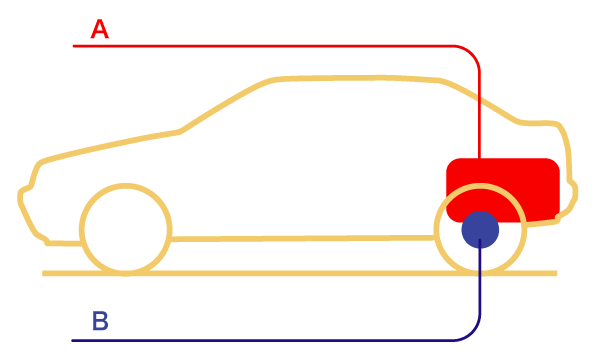
A: Motor
B:Tracción

En el diseño de automóviles, la disposición con motor trasero se caracteriza por colocar el motor en la parte posterior del vehículo, de forma que el centro de masas del propulsor se localiza por detrás del eje trasero, aunque también es habitual considerar en esta categoría a aquellos vehículos cuyo motor está situado simplemente junto al eje trasero. Por lo general, casi siempre tienen una configuración automotriz con tracción trasera, aunque algunos modelos disponen de tracción en las cuatro ruedas. 

## Configuración

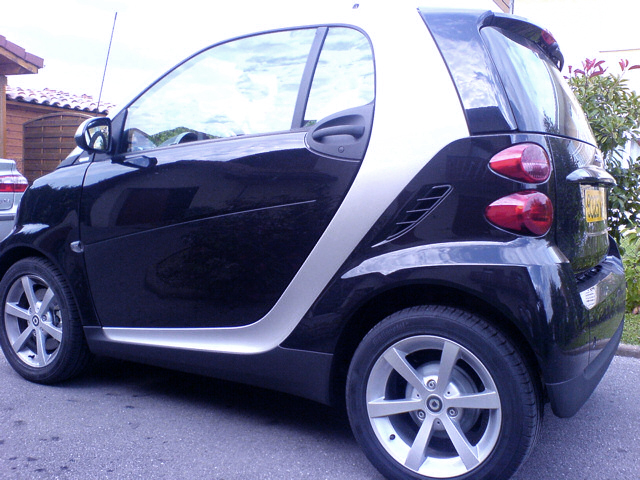
El motor de tres cilindros del Smart Fortwo se encuentra detrás del eje trasero

Esta disposición del motor se caracteriza por:
- Posición del centro de masas respecto al eje trasero: el motor puede ser:
  - Trasero: el centro de masas del motor se coloca entre el eje de las ruedas traseras y el parachoques trasero, de modo que le confiera características dinámicas simétricas a las de un motor delantero.
  - Trasero central: el centro de masas del motor se coloca entre el eje de las ruedas traseras y el habitáculo, obteniéndose características dinámicas más similares a las de un motor central.
- Tracción: la tracción con este tipo de motor puede ser:
  - Tracción trasera
  - Tracción en las cuatro ruedas
  - Tracción delantera, aunque solo en casos muy excepcionales (véase motor trasero y tracción delantera)

## Ventajas e inconvenientes del motor trasero

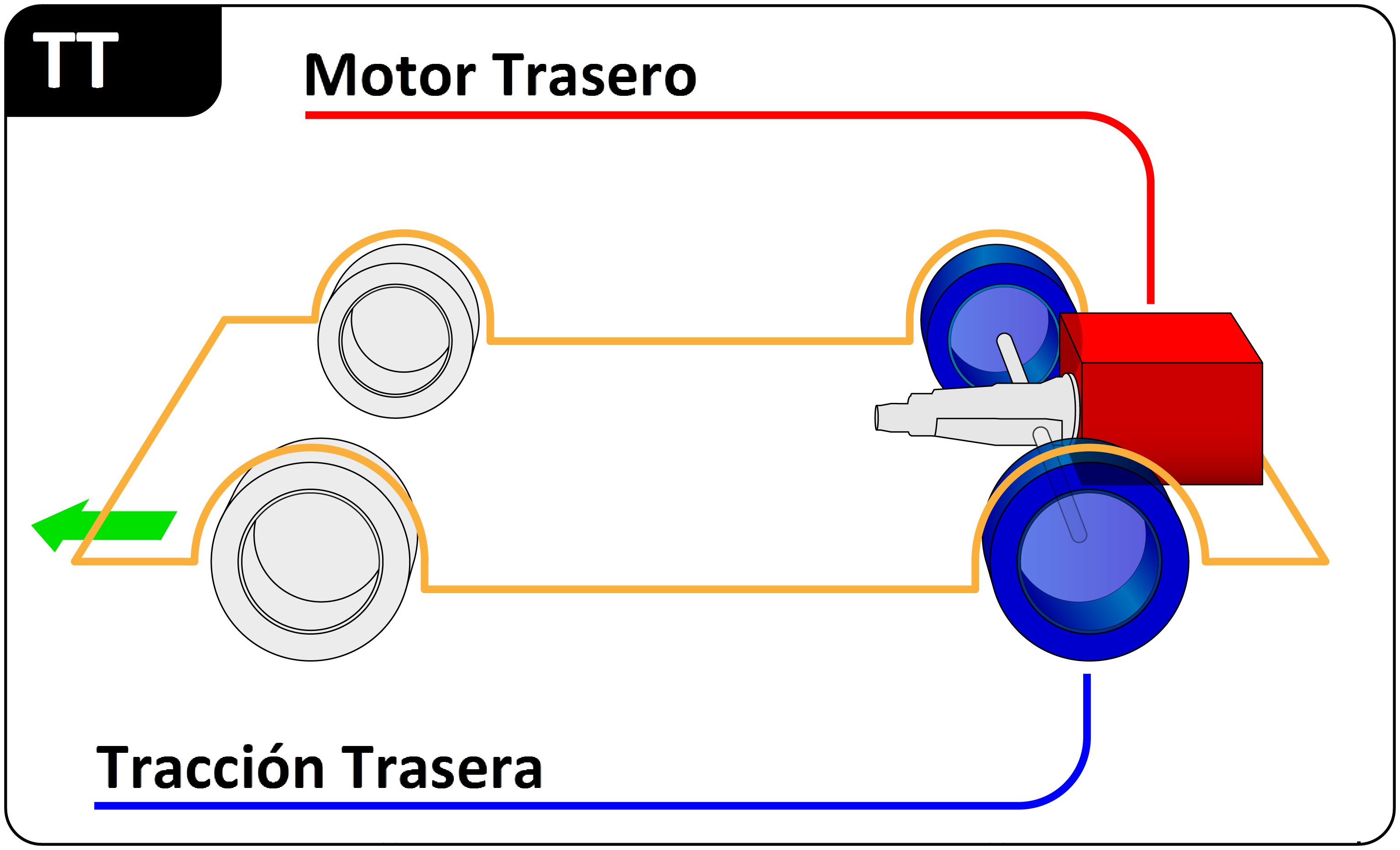
Posición del motor trasero con tracción trasera

Entre sus principales ventajas, se pueden citar:
- Se puede aumentar la capacidad de carga y el espacio disponible para los pasajeros, dado que no es necesario un túnel para la transmisión, y el suelo del vehículo puede ser plano.[3]
- Tracción trasera: tener el motor ubicado sobre las ruedas motrices aumenta el agarre sobre superficies deslizantes.[4]
- Simplicidad de fabricación. El motor está cerca de las ruedas motrices y la transmisión se puede fusionar con el diferencial para ahorrar espacio.
- La posición del bloque del motor por detrás del habitáculo, hace que en caso de colisión frontal se pueda adoptar un diseño estructural del morro del automóvil que se comporte eficazmente para absorber el impacto.

Entre sus principales inconvenientes, se tiene que:
- No es adecuado para alojar motores de gran longitud (de 8 o más cilindros).
- Las condiciones de ventilación del motor son peores que en el caso de un motor delantero, puesto que al hallarse en la parte trasera la disipación del calor se debe confiar al flujo de aire generado por la depresión aerodinámica producida por el movimiento del vehículo en su parte posterior.
- El espacio dificulta una correcta insonorización del motor.
- La reducida distancia entre el motor y el escape posterior supone un mayores niveles del sonido generado, dificultando además la instalación de catalizadores.
- Las vibraciones procedentes del motor y del diferencial se concentran en el mismo eje.
- Los vehículos con motor trasero tienden a ser sobreviradores.
- La palanca del cambio está muy alejada de la caja de cambios, lo que obliga a diseñar complejos sistemas de accionamiento.
- El centro de gravedad retrasado, hace que en caso de viento lateral el vehículo presente un efecto de guiñada en el mismo sentido que sopla el viento.

## Utilización en vehículos de serie
Este diseño se hizo popular en automóviles pequeños y económicos y en vehículos comerciales ligeros, especialmente en la década de 1960. Hoy en día, la mayoría de los fabricantes de automóviles han abandonado este diseño, aunque se sigue usando en algunos automóviles deportivos, como el Porsche 911. También se utiliza en algunas aplicaciones de coches de carreras, autobuses de piso bajo, autobuses escolares y microcoches como el Smart Fortwo. Algunos coches eléctricos cuentan con motores delanteros y traseros para impulsar las cuatro ruedas.

## Automóviles con motor trasero notables
- Benz Patent-Motorwagen
- BMW 600, 700 e i3
- Chevrolet Corvair[8]
- Davrian
- DMC DeLorean

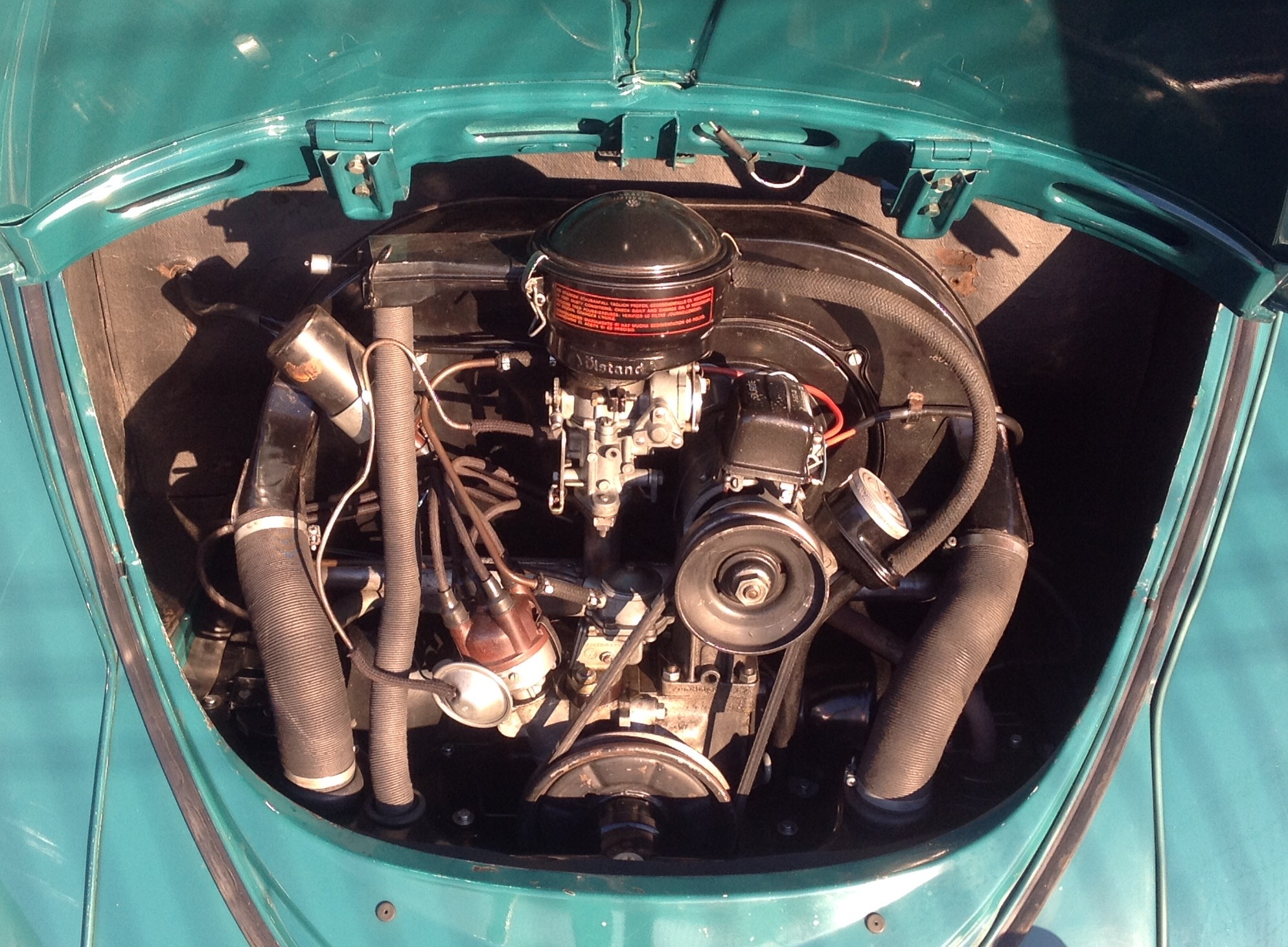
Motor de un Volkswagen Escarabajo

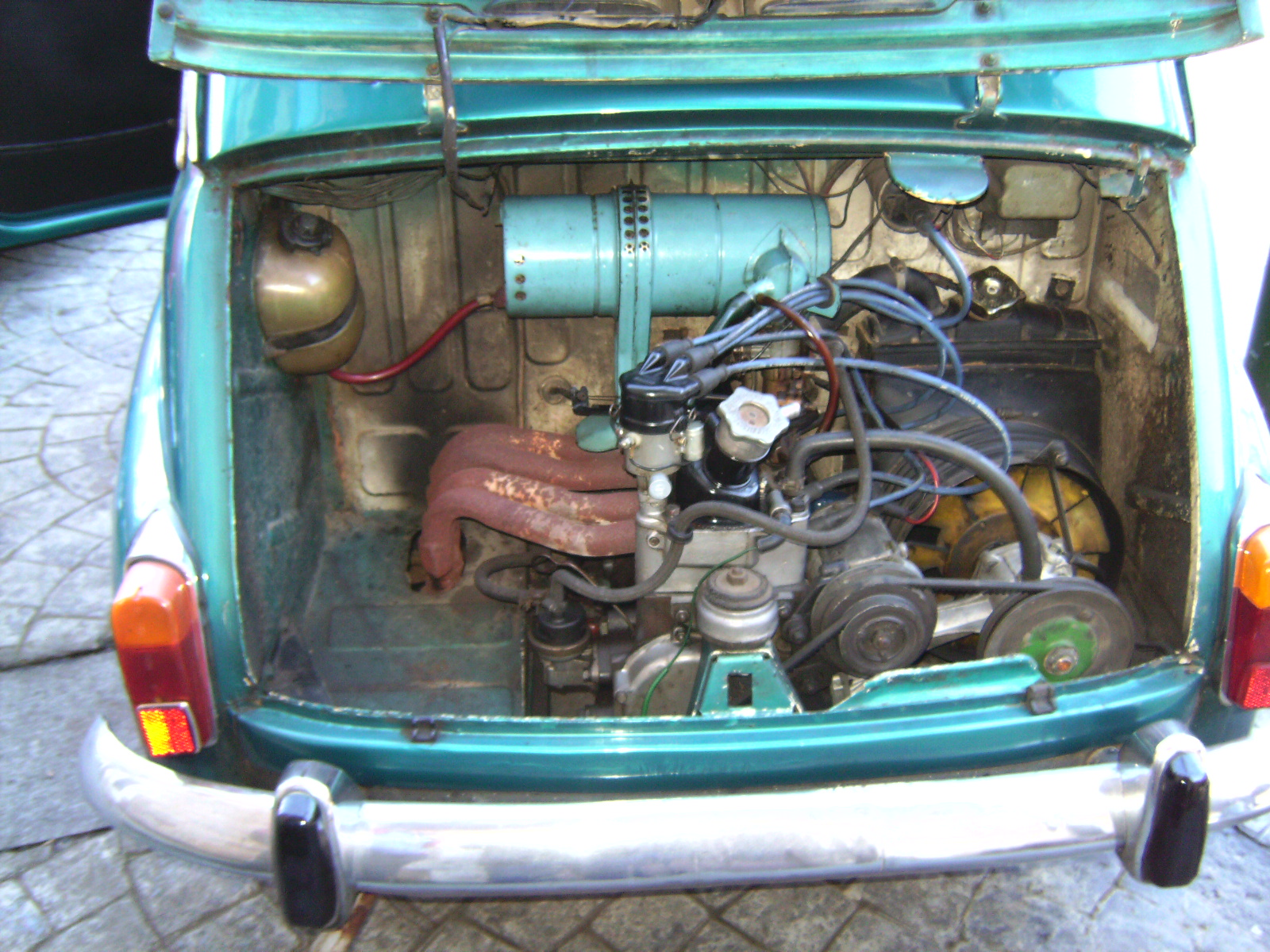
Motor de un SEAT 600

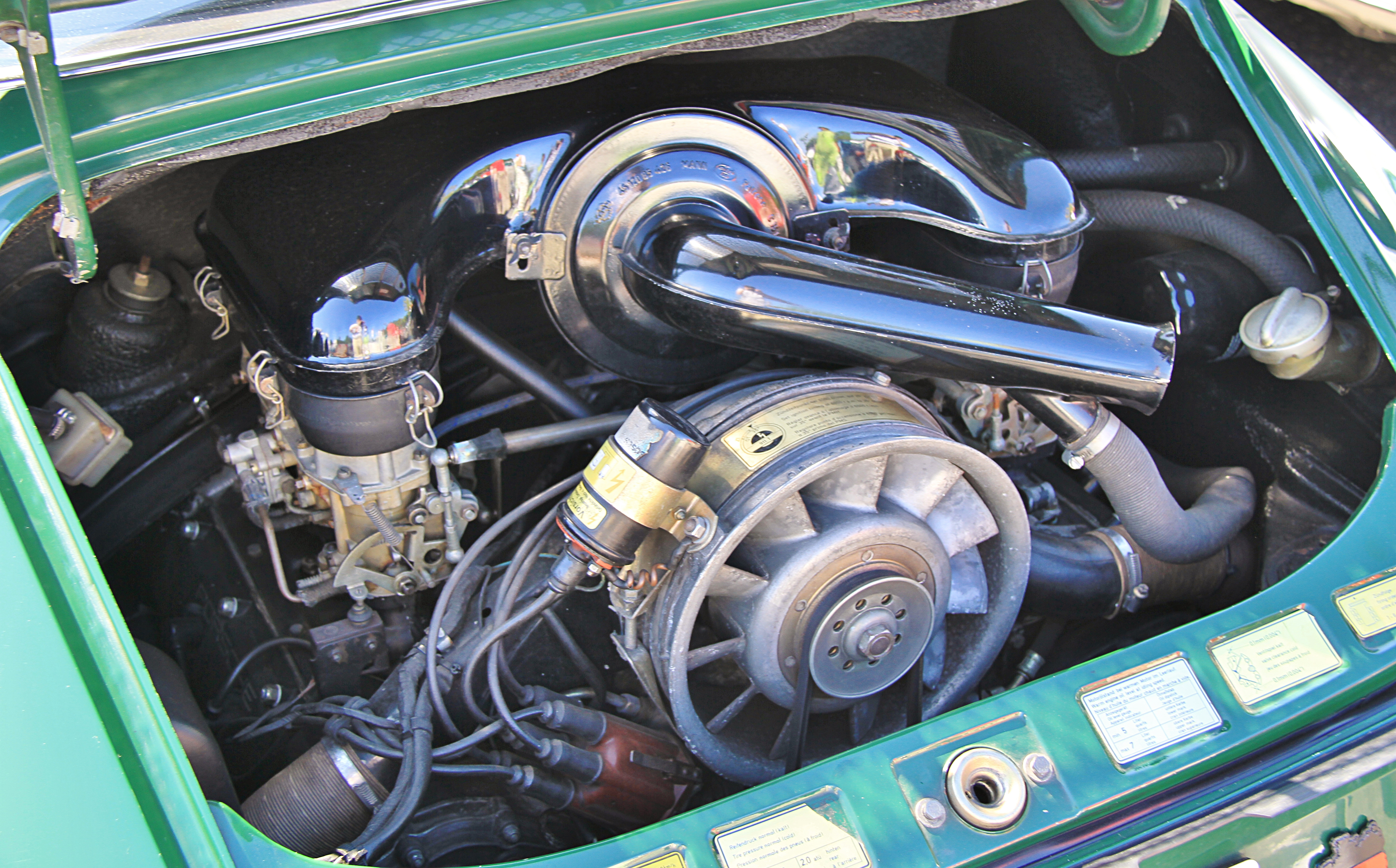
Motor de un Porsche 911

- Buggies de dunas como el Meyers Manx
- Fiat 500, 600, 850, 126 y 133
- FMR Tg500
- Hillman Imp
- Hino Contessa
- Mercedes-Benz 130/150/170H
- Mitsubishi i y Mitsubishi i-MiEV
- NSU Prinz
- Porsche 356, distintos tipos del 911 y 959
- Puma
- Renault 4CV, Dauphine, Floride, Caravelle, R8, R10 y la tercera generación del Twingo
- Renault Alpine A106, A108, A110, A310 y GTA/A610
- SEAT 600, 850 y 133
- Simca 1000
- Škoda 1000/1100MB, MBX, 100/110, 110R, 105/120/125, 130/135/136, Garde y Rapid
- Smart Fortwo, Roadster y Smart Forfour de segunda generación
- Stout Scarab
- Subaru 360
- Suzuki Fronte 360, Fronte 71 y 72, Fronte Cupé, Fronte LC20, Fronte 7-S/SS10/SS20 y Cervo SS20/SC100
- Tata Nano, Tata Pixel y Tata Magic Iris
- Tatra 77, 87, 97, 600, 603, 613 y 700
- Tucker 48 'Torpedo'
- Volkswagen Kübelwagen Tipo 62 y Tipo 82, el Kommandeurswagen y Schwimmwagen
- Volkswagen Escarabajo, tipo 3 'pontón', Karmann Ghia y tipo 4 (411/412), así como el VW Microbus/Transporter y tipo 181 'Thing'
- Serie ZAZ Zaporozhets